# Kabinett Deist I
Das Kabinett Deist I bildete die dritte Landesregierung des Freistaates Anhalt 1919–1922.
Die Landesregierung war Nachfolgerin vom Kabinett Heine (SPD und DDP) und wurde ebenfalls aus den Parteien SPD und DDP gebildet. Präsident des Staatsrates Heinrich Deist, ebenfalls schon Staatsrat im Kabinett Gutknecht und Kabinett Heine, stand ab 6. Oktober 1922 auch der neuen, nun vierten Landesregierung als Ministerpräsident im Kabinett Deist II vor.
Mit der Landtagswahl am 6. Juni 1920 bildete das Kabinett auch den 2. Landtag des Freistaates.
| Kabinett Deist I – 23. Juli 1919 bis 6. Oktober 1922 \| Amt \| Name \| Partei \| Zurückliegende Kabinettszugehörigkeit \| \| ---------- \| -------------------------------------------------------- \| ----------- \| ------------------------------------- \| \| Präsident \| Heinrich Deist \| SPD \| seit 8. November 1918 \| \| Staatsräte \| Wilhelm Voigt Dr. Hermann Cohn Josef Lux Richard Paulick \| SPD DDP SPD \| seit 8. November 1918 Kabinett Heine \| |                                                          |             |                                       |
| Amt | Name                                                     | Partei      | Zurückliegende Kabinettszugehörigkeit |
| Präsident | Heinrich Deist                                           | SPD         | seit 8. November 1918                 |
| Staatsräte | Wilhelm Voigt Dr. Hermann Cohn Josef Lux Richard Paulick | SPD DDP SPD | seit 8. November 1918 Kabinett Heine  |